# Nordkatalonien

Lage von Nordkatalonien zu Katalonien

Als Nordkatalonien (katalanisch Catalunya [del] Nord, französisch Catalogne du Nord) wird der nördliche Teil des historischen Fürstentums Katalonien bezeichnet. Bekannter unter dem Namen Roussillon gehört es seit 1659 zum französischem Staatsgebiet und ist nahezu deckungsgleich mit dem Département Pyrénées-Orientales. Die Staatsgrenze zur spanischen Autonomen Gemeinschaft Katalonien verläuft im Wesentlichen auf dem Hauptkamm der Pyrenäen. Lediglich der westliche Bereich, der heute französische Teil der Cerdanya, liegt südlich der Wasserscheide am Oberlauf des Segre.

## Der Begriff

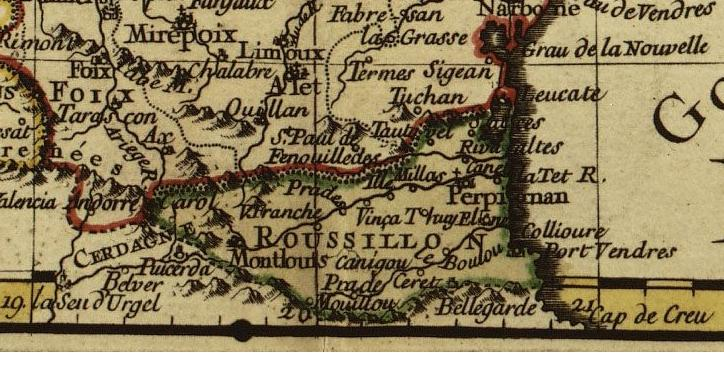
Die historische Provinz Roussillon auf einer Karte Frankreichs von 1746

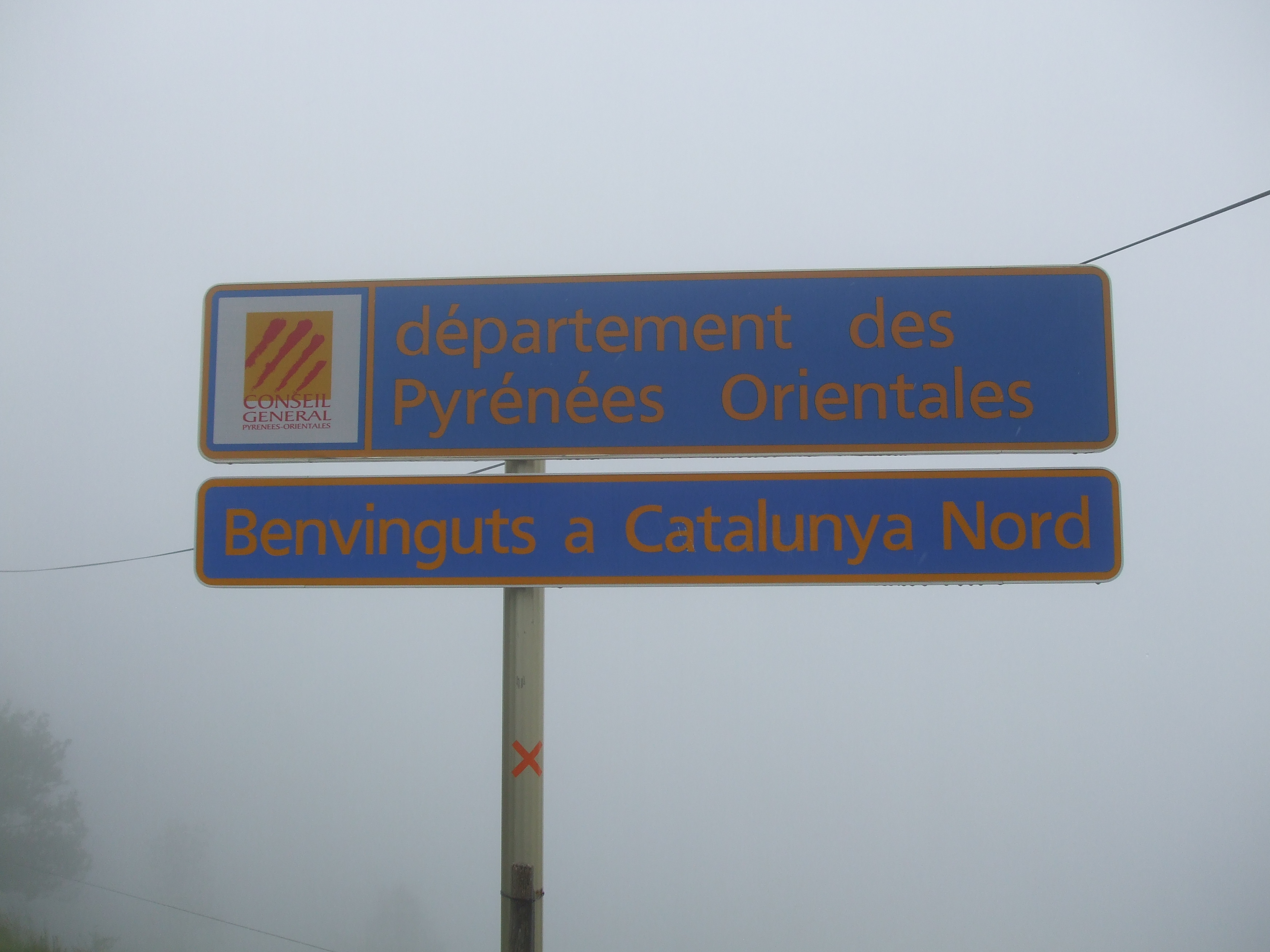
Zweisprachiges Straßenschild mit dem Logo des Conseil Général des Départements Pyrénées-Orientales

Die Bezeichnung „Catalunya del Nord“ führte zu Beginn der 1930er Jahre der „Nordkatalane“ Alfons Mias aus Amélie-les-Bains-Palalda ein, um dem katalanischen Sprach- und Kulturraum nördlich der Pyrenäen eine gesamtkatalanische Identifikation zu geben.
Gebräuchlich war auf französischer Seite bis dahin nur der Begriff Roussillon, der Name der historischen Provinz des Ancien Régime. Neben Catalogne Nord wird heute auch Pays catalan, Catalogne française oder Pyrénées catalanes verwendet. Auch auf „südkatalanischer“ Seite sprach man meist vom Rosselló (die größte Comarca mit der wichtigsten Stadt), selbst wenn das gesamte nördliche Katalonien gemeint war – sofern man nicht konkret die einzelnen Comarques benannte.
Heute wird auf der spanischen Seite des katalanischen Sprach- und Kulturraums fast ausschließlich und auf der französischen Seite immer häufiger der Terminus Nordkatalonien verwendet. So wird bereits im ersten Satz der Präambel zur 2007 beschlossenen Charta zur Förderung der katalanischen Sprache des Conseil Général des Départements die Region erstmals in einem offiziellen französischsprachigen Text und in katalanischer Sprache als „Catalunya Nord“ bezeichnet. Dabei wird sogar das Département Pyrénées-Orientales mit Nordkatalonien gleichgesetzt.

## Die katalanische Identität
Die katalanische Identität im Süden wie im Norden der Pyrenäen verdankt ihr Fortbestehen ihrer ständigen Anpassung an die jeweilige politische Herrschaft der letzten Jahrhunderte. Besonders die Entwicklung der Autonomen Region Katalonien im Spanien der Nach-Franco-Zeit und der Glanz der Hauptstadt Barcelona stärkte auch im französischen Teil das katalanische Selbstbewusstsein. Man sieht sich immer stärker als Mitglied einer großen Gemeinschaft, deren Heimat nicht mehr nur auf einen Streifen Land im äußersten Süden Frankreichs begrenzt ist.
Die meisten Gemeinden besitzen an ihren Hauptzugangsstraßen mittlerweile zwei gleich große Ortsschilder, wobei sich das französische wie bisher am rechten Straßenrand befindet, das katalanische Pendant (im Fenolheda das entsprechend okzitanische) auf der linken. Auch einige Fernseh- und Radioprogramme aus dem Süden werden seit 2010 digital terrestrisch im Norden ausgestrahlt.

## Geschichte
In den fränkischen Grenzmarken bildeten sich entlang der östlichen Pyrenäen gegen Ende des 8. Jahrhunderts die Katalanischen Grafschaften. Sie wurden Bestandteil der Spanischen Mark gegen die Mauren. Die Grafschaften nördlich des Gebirgszugs, Cerdanya, Conflent und Rosselló fielen in den folgenden Jahrhunderten – wie auch die im Süden – unter die Herrschaft der dominierenden Grafschaft Barcelona und teilten mit ihnen acht Jahrhunderte lang die gemeinsame Geschichte Kataloniens.

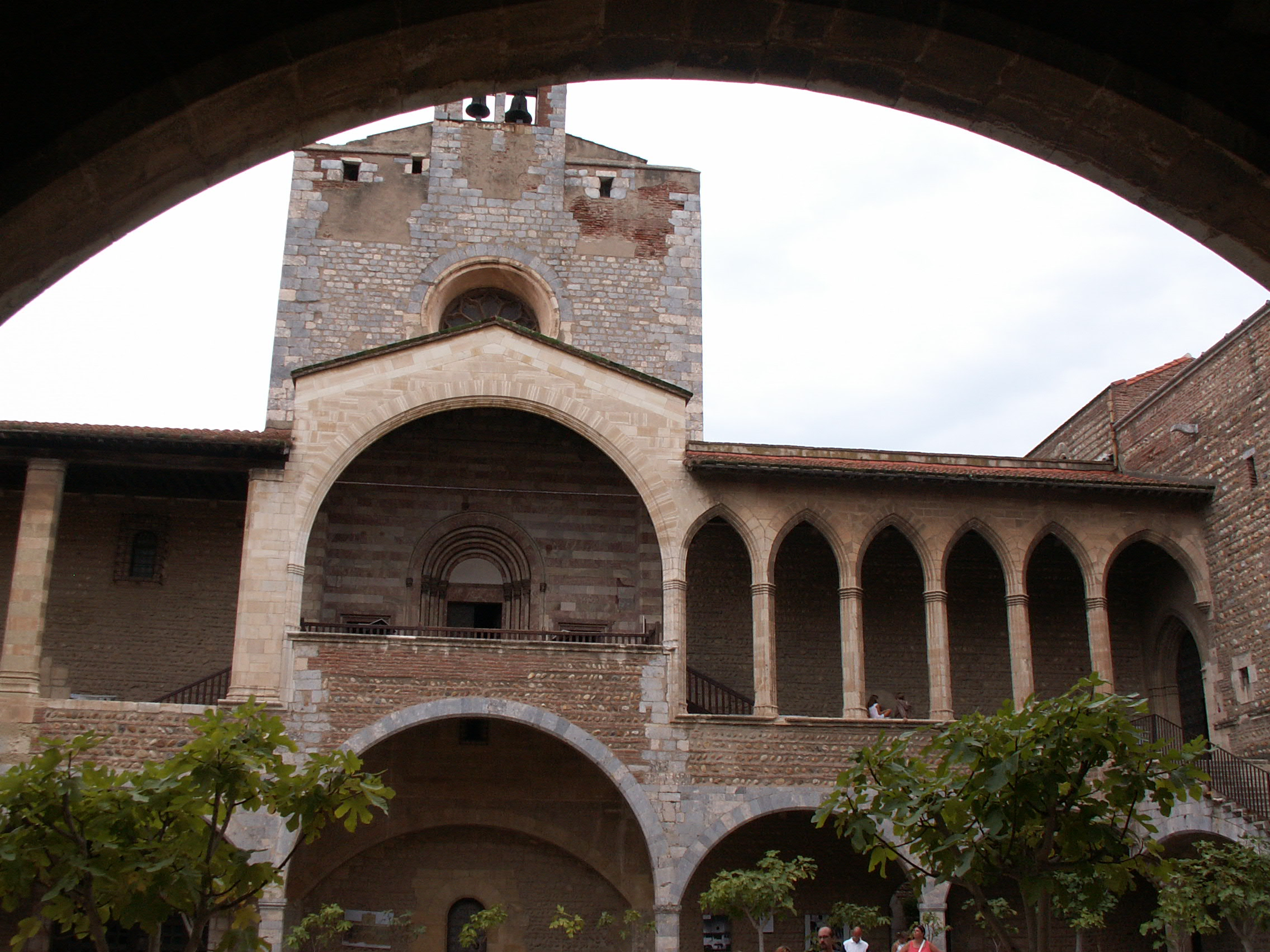
Perpignan: der Palast der Könige von Mallorca (Palau dels Reis de Mallorca) aus dem 13. Jahrhundert

Unterbrochen wurde die Gemeinschaft zwischen 1276 und 1344, als die nordkatalanischen Grafschaften Bestandteil des Königreichs Mallorca wurden. Der in Montpellier geborene Jakob II. von Mallorca hatte von seinem Vater Jakob I. von Aragón die Balearen, die Grafschaften Cerdanya und Rosselló sowie die Herrschaft Montpellier als ein souveränes Königreich geerbt. Davon zeugt in Perpignan noch heute der Palast der Könige von Mallorca (Palau dels Reis de Mallorca) aus dem 13. Jahrhundert. Mit seinem Erbe geriet Jakob allerdings in einen Gegensatz zu seinen älteren Bruder, König Peter III. von Aragón, der die Aufteilung des väterlichen Besitzes nicht akzeptierte. Jakob konnte sich nicht lange gegen seinen Bruder behaupten und musste bereits 1279 in Perpignan seine Unabhängigkeit aufgeben. 1283 verbündete sich Jakob mit Frankreich gegen Peter. Er scheiterte jedoch 1285 und musste die Eroberung Nordkataloniens und Mallorcas durch Peter hinnehmen. Erst 1295 konnte Jakobs Sohn Sancho wieder nach Mallorca zurückkehren. Aber auch dessen Nachfolger, Jakob III. von Mallorca, war mit Ansprüchen Aragóns konfrontiert. 1342 beschuldigte ihn Peter IV. von Aragón der Konspiration mit Feinden Aragóns. Jakob wurde schuldig gesprochen und sein Besitz aberkannt. Noch im selben Jahr landeten aragonesische Truppen auf Mallorca und schlugen Jakobs Truppen, 1344 fielen auch das Rosselló und die Cerdanya.
Durch weitere dynastische Verbindungen sowie Eroberungen wurde der Staatenbund zwischen Katalonien und Aragón im Hoch- und Spätmittelalter zur führenden Macht des westlichen Mittelmeerraumes. Ihr wirtschaftliches und kulturelles Zentrum war das Fürstentum Katalonien, dessen Handelsflotte den westlichen Mittelmeerraum beherrschte.
Im 17. Jahrhundert gewann eine separatistische Bewegung in Rosselló und Cerdanya an Popularität. Der Botschafter von Perpinyà schickte einen Brief an den König von Spanien, Philipp IV. und bat um Unabhängigkeit vom Fürstentum Katalonien. Er erklärte, dass die nördlichen Grafschaften souveräne Regionen sein und ihre Steuern verwalten sollten. 1627 lehnte das Fürstentum Katalonien diese separatistischen Bemühungen ab, und es kam nicht zu einer Sezession.

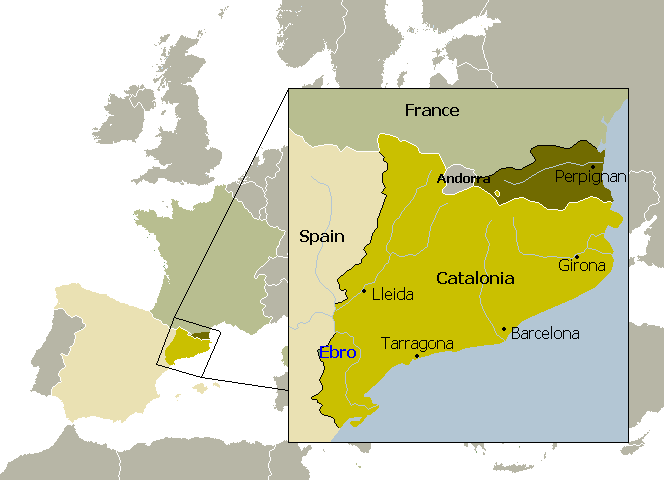
Aufteilung Kataloniens im Pyrenäenfrieden

Während des Französisch-Spanischen Kriegs (1635–1659) betrieb der leitende spanische Minister Olivares eine Politik, die auf eine stärkere Zentralisierung Spaniens unter Einschränkung der althergebrachten Selbstverwaltungsrechte auch Kataloniens zielte. Der hohe Steuerdruck und die Wirtschaftskrise aufgrund der vielen Kriege führten 1640 zum offenen Aufstand der katalanischen Provinzen gegen die Zentralregierung in Madrid. Es kam zum „Aufstand der Schnitter“. Der spanische Vizekönig in Barcelona wurde getötet und eine Ständeversammlung erklärte die Abspaltung von Kastilien. Sie proklamierte Ludwig XIII. von Frankreich zum Souverän in Katalonien.

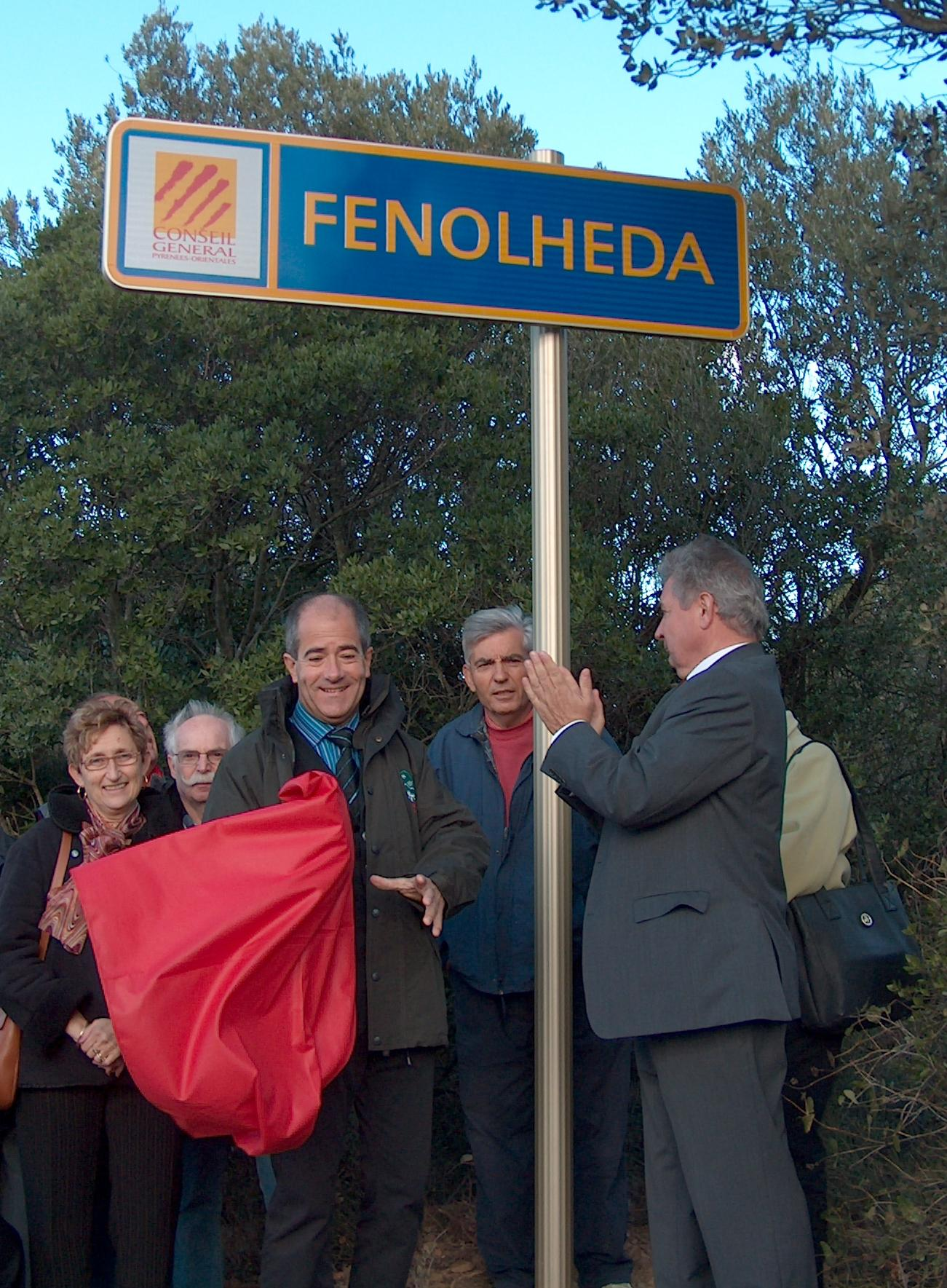
Okzitanischsprachiges Hinweisschild

Im weiteren Verlauf des Krieges blieben die Franzosen siegreich über die Spanier und am 7. November 1659 wurde der Kriegszustand zwischen beiden Staaten mit dem Pyrenäenfrieden beendet. Damit saßen die Katalanen zwischen den Stühlen, und über ihre Köpfe hinweg trat Spanien die beiden nördlich der Pyrenäen gelegenen Grafschaften Rosselló und die nördliche Cerdanya an Frankreich ab. Katalonien wurde zweigeteilt und die Geschichte Nordkataloniens mündet in die Geschichte Frankreichs.

## Geografische und administrative Gliederung

Comarques in Nordkatalonien

Nordkatalonien ist nahezu deckungsgleich mit dem Département Pyrénées-Orientales und beinhaltet die historischen Comarques Rosselló (Hauptort Perpignan, Perpinyà), Vallespir (Hauptort Céret), Conflent (Hauptort Prades, Prada), Capcir (Hauptort Les Angles, els Angles) und Alta Cerdanya (Hauptort Mont-Louis, Montlluís).
Neben diesen fünf katalanischsprachigen Comarques wird wegen der engen geografischen und administrativen Beziehungen häufig auch das okzitanische Fenouillèdes (Fenolheda) hinzugezählt (Hauptort Saint-Paul-de-Fenouillet). Die Außengrenzen dieses „nordkatalanischen“ Gebiets entsprechen allerdings nicht genau den Verwaltungsgrenzen des heutigen Departements und die Comarques haben heute im Gegensatz zum spanischen Katalonien keinerlei administrative Funktion.
Dennoch wurden ab 2007 an den Grenzen des Departments sowie an den Grenzen zwischen den Comarques entsprechende Hinweisschilder, analog den französischen Departmentsschildern in blau mit gelber Schrift, in katalanischer Sprache (bzw. in Okzitanisch für das Fenolheda, siehe Foto links) aufgestellt, ohne eine französischsprachige Übersetzung.